# Rhinotermitidae

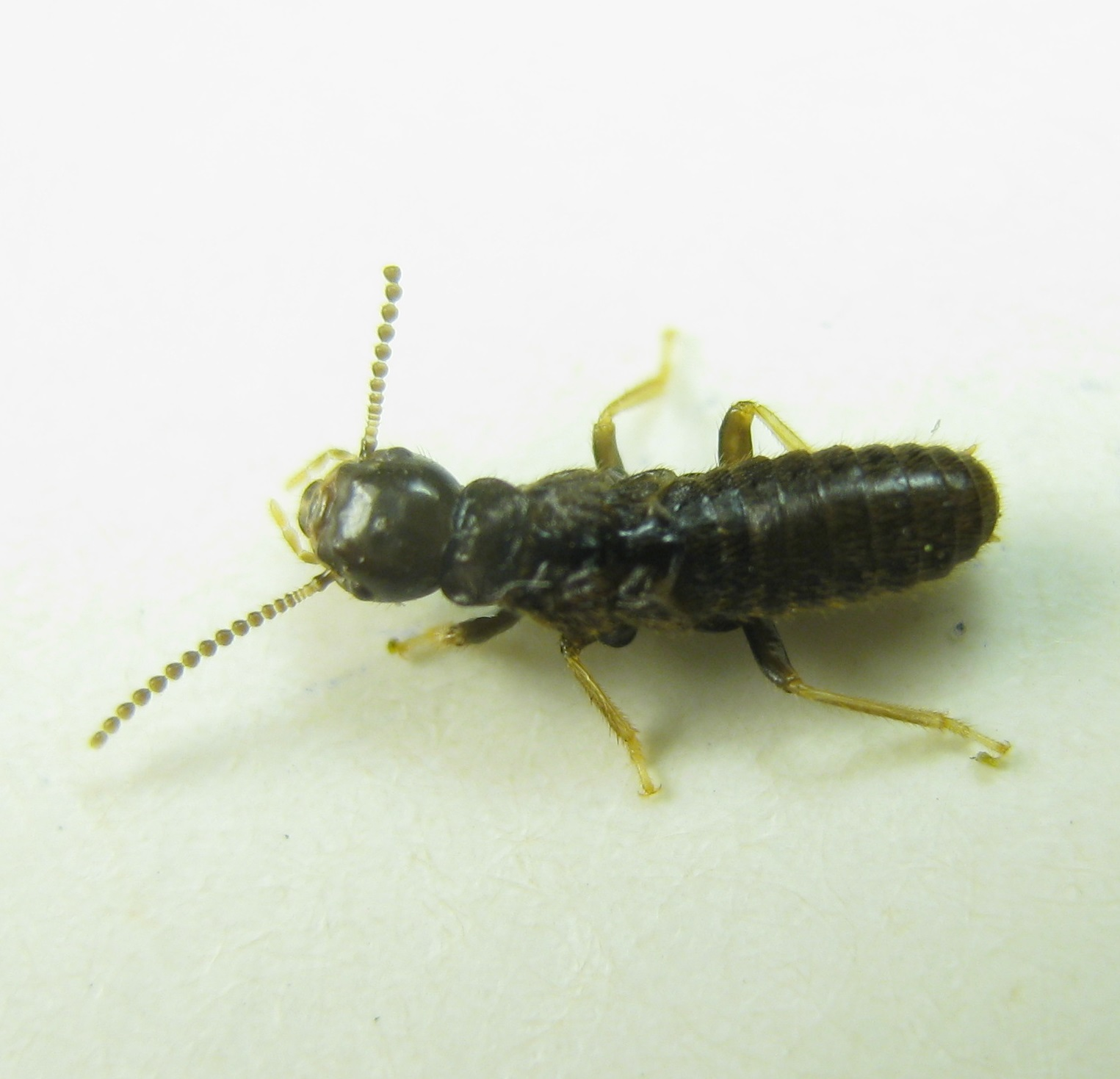
Reticulitermes sp.

Rhinotermitidae es una familia de termitas. Se alimentan de madera y pueden causar grandes daños en edificios u otras estructuras de madera. Se reconocen unas 345 especies, entre las que se encuentran varias consideradas plagas como Coptotermes formosanus, Coptotermes gestroi y Reticulitermes flavipes.

## Géneros
- Acorhinotermes
- Coptotermes
- Dolichorhinotermes
- Heterotermes
- Macrorhinotermes
- Parrhinotermes
- Prorhinotermes
- Psammotermes
- Reticulitermes
- Rhinotermes
- Schedorhinotermes
- Stylotermes
- Termitogeton
- Tsaitermes